# Picada (cocina mexicana)
La picada, picadita o pellizcada es una preparación culinaria de la gastronomía veracruzana que consiste en una tortilla gruesa, untada con una salsa y aderezada con cebolla y queso. Típicamente se consumen en el desayuno. Se trata de un antojito sencillo, económico y muy popular en el Puerto de Veracruz , especialmente el centro del estado.  
Las tortillas son gruesas, entre 8 y 12 cm de diámetro y se cuecen en comal. Aún calientes, se «pican» o «pellizcan» por las orillas, formando un borde para que la salsa no escurra. A veces se pasan por aceite o se untan con un poco de manteca de cerdo para aportar un sabor graso. El queso usado generalmente es algún queso ranchero (queso fresco), como el queso añejo.
Se suele confundir con el sope, una receta similar que también se consume en otras regiones mexicanas, ya que ambos son una tortilla gruesa pellizcada. Sin embargo, la picada y el sope son dos antojitos diferentes, principalmente por cómo se prepara la masa: mientras que el sope se fríe, la picada se cocina en un comal. Además, el sope puede incluir multitud de aderezos: pollo, chorizo, lechuga, frijoles... en cambio, la picada tradicional solo dos: queso y cebolla.
En algunas zonas de Guerrero también existen las picadas, sin embargo se fríen en aceite, se untan con frijoles refritos y, además de la cebolla y el queso, también incluyen crema y salsa de molcajete.